# Caenurgia
Caenurgia é um gênero de traça pertencente à família Arctiidae.